# Reykhólar
Reykhólar – miejscowość w północno-zachodniej części Islandii, położona w południowej części półwyspu Reykjanes, u stóp stromo opadającego płaskowyżu Reykjanesfjall, osiągającego wysokość 400–500 m n.p.m. Położona około 2 km od wybrzeża zatoki Breiðafjörður. Wchodzi w skład gminy Reykhólahreppur, w regionie Vestfirðir. Na początku 2018 roku miejscowość zamieszkiwało 130 osób. W 2011 otwarto basen geotermalny. Zakład Thorverk, który przetwarza wodorosty (algi zbierane w okolicy fiordu są suszone przy użyciu wód geotermalnych) jest głównym ośrodkiem przemysłu.